# 鹿妻駅
鹿妻駅（かづまえき）は、宮城県東松島市矢本字中谷地にある、東日本旅客鉄道（JR東日本）仙石線の駅である。

## 歴史
- 1929年（昭和4年）6月1日：宮城電気鉄道の駅として開業[3]。
- 1944年（昭和19年）5月1日：宮城電気鉄道の国有化により[3]、運輸通信省の駅となる。
- 1945年（昭和20年）6月10日：休止[3]。
- 1946年（昭和21年）6月10日：営業を再開[3]。
- 1958年（昭和33年）10月1日：無人駅化[4]。
- 1987年（昭和62年）4月1日：国鉄分割民営化により、JR東日本の駅となる[3]。
- 2003年（平成15年）10月26日：ICカード「Suica」の利用が可能となる[5]。
- 2011年（平成23年）3月11日：東北地方太平洋沖地震とそれに伴う大津波の影響により、全線で不通となる。
- 2012年（平成24年）3月17日：陸前小野駅 - 矢本駅間の復旧により、営業を再開[6]。
- 2024年（令和6年）10月1日：えきねっとQチケのサービスを開始[1][7]。

## 駅構造
単式ホーム1面1線を有する地上駅である。
石巻駅が管理する無人駅である。ホーム入口に、簡易Suica改札機と乗車駅証明書発行機が設置されている。

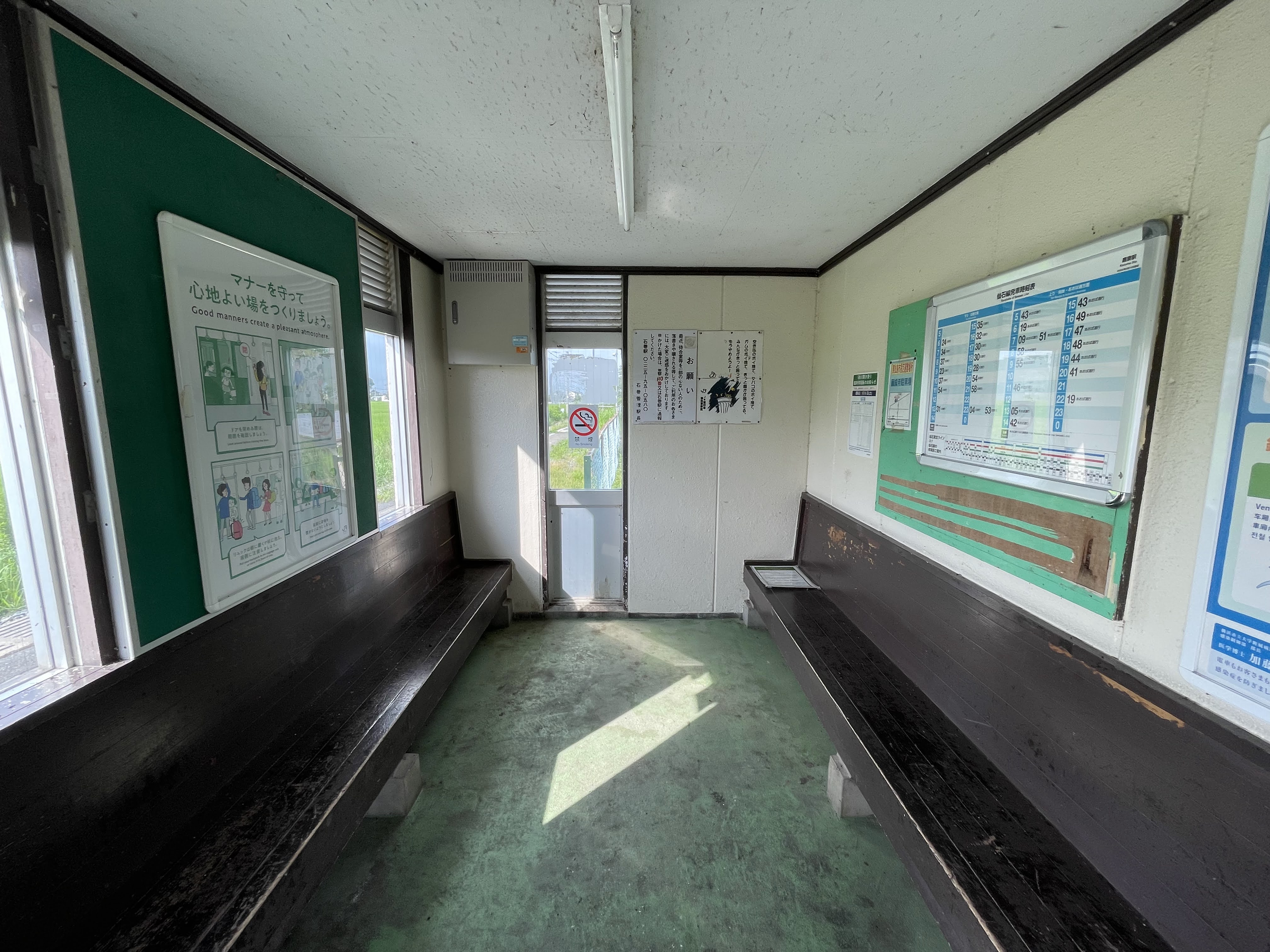
待合室（2022年7月）
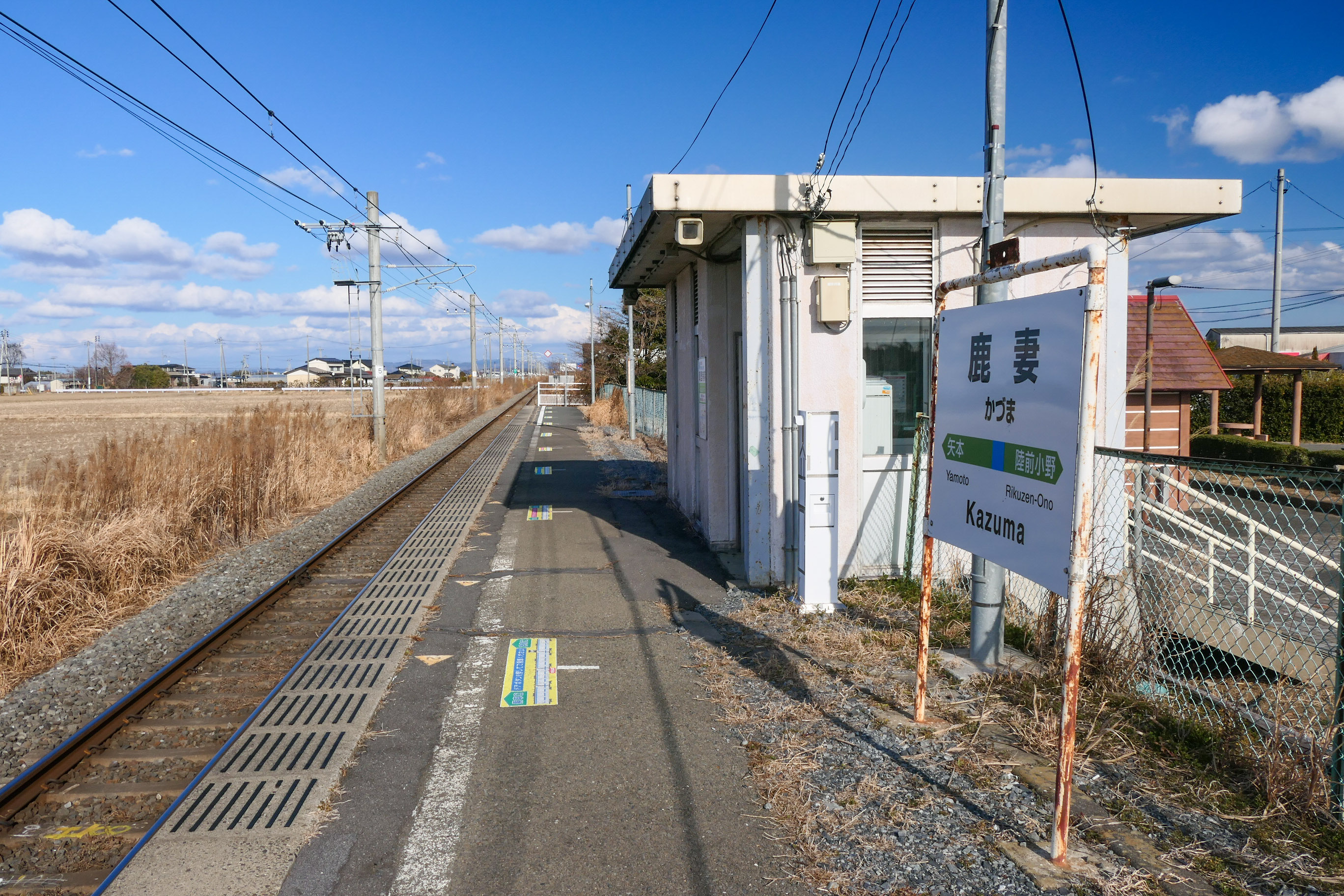
ホーム（2025年1月）

## 駅周辺

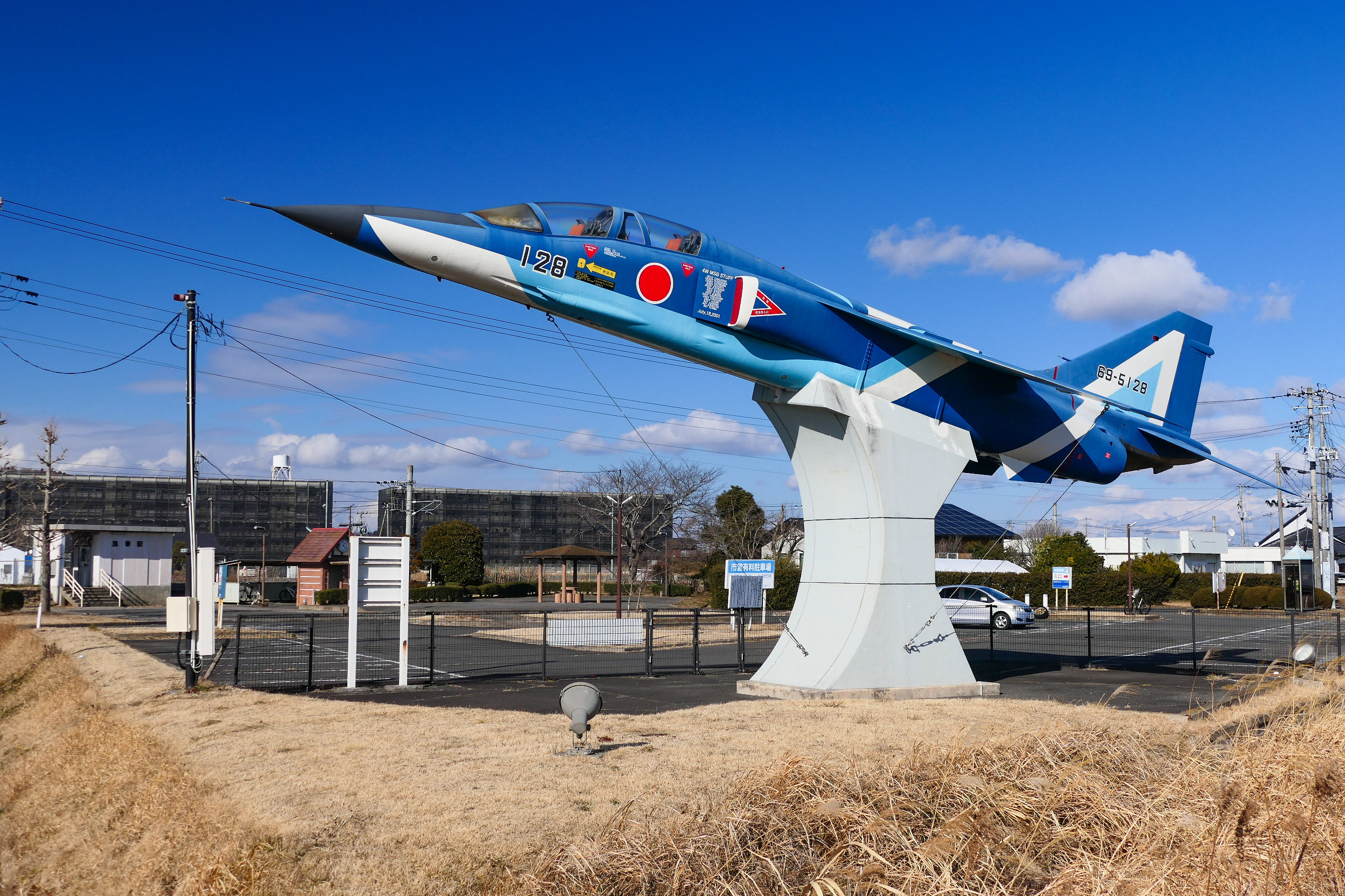
駅前に展示されている「ブルーインパルス」69-5128号機

- 国道45号
- 医療法人医徳会 真壁病院
- ブルーインパルス 69-5128号機

## 隣の駅
東日本旅客鉄道（JR東日本）
■仙石線
■普通
陸前小野駅 - 鹿妻駅 - 矢本駅
■■仙石東北ライン
全列車通過